# Liste der Kulturdenkmale in Fambach
Die Liste der Kulturdenkmale in Fambach umfasst die als Ensembles, Straßenzüge und Einzeldenkmale erfassten Kulturdenkmale in der thüringischen Gemeinde Fambach im Landkreis Schmalkalden-Meiningen mit dem Stand vom 24. Februar 2025.
Die Angaben in der Liste ersetzen nicht die rechtsverbindliche Auskunft der zuständigen Denkmalschutzbehörde.

## Legende
- Bild: zeigt ein Bild des Kulturdenkmals und gegebenenfalls einen Link zu weiteren Fotos des Kulturdenkmals im Medienarchiv Wikimedia Commons
- Bezeichnung: Name, Bezeichnung oder die Art des Kulturdenkmals
- Lage: Wenn vorhanden Straßenname und Hausnummer des Kulturdenkmals; Grundsortierung der Liste erfolgt nach dieser Adresse. Der Link Karte führt zu verschiedenen Kartendarstellungen und nennt die Koordinaten des Kulturdenkmals.
 Kartenansicht, um Koordinaten zu setzen – in dieser Kartenansicht sind Kulturdenkmale ohne Koordinaten mit einem roten bzw. orangen Marker dargestellt und können in der Karte gesetzt werden. Kulturdenkmale ohne Bild sind mit einem blauen bzw. roten Marker gekennzeichnet, Kulturdenkmale mit Bild mit einem grünen bzw. orangen Marker.
- Datierung: gibt das Jahr der Fertigstellung beziehungsweise das Datum der Erstnennung oder den Zeitraum der Errichtung an
- Beschreibung: bauliche und geschichtliche Einzelheiten des Kulturdenkmals, vorzugsweise die Denkmaleigenschaften
- ID: Die ID identifiziert das Kulturdenkmal eindeutig. In Thüringen sind aktuell keine IDs veröffentlicht. In der ID-Spalte kann sich auch folgendes Icon  befinden, dies führt zu Angaben zu diesem Kulturdenkmal bei Wikidata.

## Einzeldenkmale nach Gemarkungen

### Fambach
| Bild                           | Bezeichnung                   | Lage                                                  | Datierung | Beschreibung    | ID |
| ------------------------------ | ----------------------------- | ----------------------------------------------------- | --------- | --------------- | -- |
| BW                             | Futtermauer                   | Fambach, Am Berg o. Nr., Flur 5, Flurstück 56 (Karte) |           |                 |    |
| weitere Bilder Fotos hochladen | Evangelische Kirche           | Fambach, Am Berg o. Nr., Flur 5, Flurstück 56 (Karte) |           | mit Ausstattung |    |
| BW                             | Kirchhof                      | Fambach, Am Berg o. Nr., Flur 5, Flurstück 56 (Karte) |           |                 |    |
| BW                             | Alte Schule                   | Fambach, Am Berg 4 (Karte)                            |           | mit Ausstattung |    |
| BW                             | Einfriedung                   | Fambach, Am Berg 4 (Karte)                            |           |                 |    |
| BW                             | Stützmauer                    | Fambach, Am Berg 4 (Karte)                            |           |                 |    |
| BW                             | Scheune                       | Fambach, Am Graben 2-4 (Karte)                        |           |                 |    |
| BW                             | Wohnhaus                      | Fambach, Am Wasser 10 (Karte)                         |           |                 |    |
| BW                             | Wohnhaus                      | Fambach, Am Wasser 5 (Karte)                          |           |                 |    |
| BW                             | Ölmühle                       | Fambach, An der Truse 3 (Karte)                       |           |                 |    |
| BW                             | Torpfosten                    | Fambach, Borngasse (Karte)                            |           |                 |    |
| BW                             | Torpfosten                    | Fambach, Karl-Marx-Straße 19 (Karte)                  |           |                 |    |
| BW                             | Wohnhaus                      | Fambach, Karl-Marx-Straße 21 (Karte)                  |           |                 |    |
| BW                             | Wohnhaus                      | Fambach, Karl-Marx-Straße 28 (Karte)                  |           |                 |    |
| BW                             | Wohnhaus                      | Fambach, Karl-Marx-Straße 30 (Karte)                  |           |                 |    |
| BW                             | Wohnhaus                      | Fambach, Karl-Marx-Straße 31 (Karte)                  |           |                 |    |
| BW                             | Torpfosten                    | Fambach, Karl-Marx-Straße 31 (Karte)                  |           |                 |    |
| BW                             | Gasthaus Linde                | Fambach, Karl-Marx-Straße 32 (Karte)                  |           |                 |    |
| BW                             | Wohnhaus                      | Fambach, Karl-Marx-Straße 33 (Karte)                  |           |                 |    |
| BW                             | Torpfosten                    | Fambach, Karl-Marx-Straße 36 (Karte)                  |           |                 |    |
| BW                             | Gehöft                        | Fambach, Karl-Marx-Straße 45 (Karte)                  |           |                 |    |
| BW                             | Pfarrhaus                     | Fambach, Kirchberg o. Nr. (Karte)                     |           |                 |    |
| BW                             | Einfriedung                   | Fambach, Kirchberg o. Nr. (Karte)                     |           |                 |    |
| BW                             | Torpfosten                    | Fambach, Kirchhof 16 (Karte)                          |           |                 |    |
| BW                             | Keller                        | Fambach, Kirchhof 8 (Karte)                           |           |                 |    |
| BW                             | Ehemalige Schule, Neue Schule | Fambach, Schulweg 18 (Karte)                          |           |                 |    |
| weitere Bilder Fotos hochladen | Schloss Todenwarth            | Fambach, Todenwarth 1 (Karte)                         |           | mit Ausstattung |    |
| BW                             | Hof- und Gartengrundstück     | Fambach, Todenwarth 1 (Karte)                         |           |                 |    |
| Fotos hochladen                | Umfriedungsmauer              | Fambach, Todenwarth 1 (Karte)                         |           |                 |    |

### Heßles
| Bild                                    | Bezeichnung          | Lage                                       | Datierung | Beschreibung    | ID |
| --------------------------------------- | -------------------- | ------------------------------------------ | --------- | --------------- | -- |
| Direkt Bild zu diesem Denkmal hochladen | Brunnentrog          | Heßles, Dorfstraße                         |           |                 |    |
| BW                                      | Nüßles Hof: Wohnhaus | Heßles, Nüßleser Straße 10 (Karte)         |           |                 |    |
| BW                                      | Nüßles Hof: Backhaus | Heßles, Nüßleser Straße 10 (Karte)         |           |                 |    |
| weitere Bilder Fotos hochladen          | Evangelische Kirche  | Heßles, Straße der Freundschaft 49 (Karte) |           | mit Ausstattung |    |